# Jerozolima Biblijne Zoo

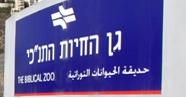
Znak przystanku Jerozolima Biblijne Zoo

Jerozolima Biblijne Zoo (hebr.: גן החיות התנכ"י) – przystanek osobowy w Jerozolimie, w Izraelu. Jest obsługiwany przez Rakewet Jisra’el. Jest to przystanek pośredni linii Kefar Sawa–Tel Awiw–Jerozolima.
Przystanek znajduje się w południowej dzielnicy Malha, w Zachodniej Jerozolimie. Obok stacji jest ogród zoologiczny zwierząt biblijnych. Dworzec jest przystosowany dla osób niepełnosprawnych.

## Połączenia
Zatrzymują się tutaj jedynie wyznaczone pociągi. Bilety można kupić w automatycznych kasach biletowych.
Pociągi z Jerozolimy jadą na zachód do Bet Szemesz, skąd pociągi docierają do Ramli, Lod, Tel Awiwu, Bene Berak, Petach Tikwa, Rosz ha-Ajin i Kefar Sawa.